# チューバフォン
チューバフォン（英: Tubaphone）は金属製のパイプを音階にした鉄琴の一種である。アメリカのミュージシャンであるジョン・ディーガン(J. C. Deagan)によって1889年に発明された。
ハチャトゥリアンのバレエ音楽『ガイーヌ』1942年版の『バラの乙女の踊り』で使用されている（1957年の改訂版ではシロフォンに変更）。
素材は真鍮管や銅管にメッキをしたもので、現在はどこも制作していない。
Deaganには卓上モデルと脚フレームモデルで2〜3オクターブの全12モデルが存在した。
グロッケンシュピールと比較して音色が柔らかいが、打面が円筒形のために滑りやすく、演奏が難しい。